# سیستم یوتکتیک

نمودار فازی فرضی برای یک مخلوط شیمیایی دوتایی. (ماده‌ها با A و B نشان داده شده‌اند) که برای نمایش ترکیب، دما و نقطه یوتکتوید استفاده می‌شود. (نماد L نشان دهنده حالت مایع است)

سیستم یوتکتیک (به انگلیسی: Eutectic system) ترکیبی همگن از موادی است که در یک دمای واحد ذوب یا منجمد می‌شود که این دما پایین‌تر از نقطه ذوب هر یک از ترکیبات به صورت جداگانه است.
دمای ذوب یک مخلوط، شامل دو یا تعداد بیشتری از جامدات، همانند آلیاژ، به نسبت اعضایشان بستگی دارد. یک یوتکتیک یا ترکیب یوتکتیک ترکیب درصدی است که در آن دمای ذوب به کمترین مقدار خود می‌رسد. علاوه بر آن تمامی اجزا – در محلول ذوب شده – در این دما، به‌طور هم‌زمان شروع به کریستال شدن می‌کنند. این پدیده، یعنی شکل گرفتن هم‌زمان کریستال‌ها در یک مخلوط یوتکتیک، واکنش یوتکتیک، دمایی که این پدیده در آن دما اتفاق می‌افتد دمای یوتکتیک و ترکیب درصد در دمای یوتکتیک، نقطه یوتکتیک نامیده می‌شود.
این اصطلاح از یک واژه یونانی گرفته شده که به معنای «زود ذوب شونده» است.
نمودار فازی تعادلی همان‌طور که در شکل نشان داده شده‌است یک سیستم دو جزئی(A و B)- که به هم وابسته اند- و محور عمودی دما را نشان می‌دهد.
نقطه یوتکتیک – در نمودار- نقطه ایست که فاز مایع L مسقیماً با فاز جامد α + β هم‌مرز می‌شود، (فاز α + β یک مخلوط جامد همگن است که هم شامل A هست و هم شامل B) که این کمترین دمای ذوبی را نشان می‌دهد که هر آلیاژی از A و B می‌تواند داشته باشد.
البته همه سیستم‌های دوتایی اجازه تشکیل نقطه یوتکتیک را نمی‌دهند: آن‌هایی که در همه نسبت‌ها یک محلول جامد تشکیل می‌دهند، مانند یک سیستم طلا- نقره، نقطه یوتکتیک ندارند. یک سیستم آلیاژی که یوتکتیک داشته باشد را معمولاً با عنوان سیستم یوتکتیک یا آلیاژ یوتکتیک بیان می‌کنند.
محصولات جامد حاصل یک واکنش یوتکتیک معمولاً می‌توانند با ساختار لایه لایه خود شناسایی شوند، برخلاف ساختارهای درختی که معمولاً از واکنش‌های غیر یوتکتیک به‌دست می‌آیند.
همان شرایطی که ماده را به تشکیل ساختار لایه‌ای سوق می‌دهد می‌تواند منجر به تشکیل یک جامد متخلخل شود البته در صورتی که تحت پرس بسیار شدیدی قرار بگیرند.

## یوتکتیک‌های فلزی
این اصطلاح معمولاً در متالورژی به کار می‌رود که آلیاژ دو یا چند تایی ای را توصیف می‌کند که غلظت‌های وابسته‌ای دارند. هنگامی که یک آلیاژ غیر یوتکتیک فریز می‌شود اجزای آن در دماهای مختلف کریستال می‌شوند؛ همان‌طور که در مورد پلاستیک‌ها هم یک محدوده دمایی ذوب وجود دارد. یک آلیاژ یوتکتیک در یک دمای منحصربه‌فرد فریز می‌شود.
تغییر فازی که هنگام فریز کردن یک آلیاژ رخ می‌دهد را می‌توان با کشیدن یک خط عمودی از فاز مایع تا فاز جامد روی نمودار فازی نشان داد.
برخی استفاده‌های یوتکتیک:
- آلیاژهای یوتکتیک برای لحیم کاری و جوش کاری، تشکیل شده از قلع (Sn) سرب (Pb) و گاهی نقره (Ag) یا طلا (Au).
- آلیاژهای ریخته‌گری، مانند آلمینیوم- سیلیکون و چدن (در کاربرد برای ساختن آستنیت-فولاد یوتکتیک در سیستم آهن-کربن)
- اتصال و جوش دادن، در جایی که نفوذ می‌تواند عوامل آلیاژکننده را از محل اتصالات از بین ببرد؛ پس در این حالت ذوب یوتکتیک تنها راه سریع تر کردن عمل اتصال است.
- عکس‌العمل دمایی، مانند Wood's metal و Field's metal برای اطفاء حریق.
- جایگزین‌های غیر سمی برای جیوه مثل galinstan.
- عینک‌های فلزی آزمایشگاهی با استحکام بسیار بالا و مقاوم در برابر خوردگی.
- آلیاژهای یوتکتیک سدیم و پتاسیم (NaK) که دردمای اتاق مایع هستند و به عنوان سردکننده در واکنش‌های سریع هسته‌ای نوترون به کار می‌رود.

## ترکیب‌های یوتکتیک دیگر
نمک سدیم کلراید و آب یک ترکیب یوتکتیک تشکیل می‌دهند که نقطه یوتکتیک آن −۲۱٫۲ C و حاوی ۲۳٫۳٪ وزنی نمک طعام می‌باشد.
طبیعت یوتکتیک نمک و آب هنگامی خودش را نشان می‌دهد که نمک را برای پاک کردن برف روی جاده‌ها می‌ریزند. یا با یخ مخلوط می‌شود تا محصولی با دمای کمتر تشکیل دهند (به عنوان مثال در صنعت بستنی سازی)
لیدوکائین و پریلوکائین (دو ماده بی‌حس‌کننده موضعی)، هر دو در دمای اتاق جامد هستند و تشکیل یوتکتیکی روغنی می‌دهند با دمای ذوب ۱۶°C که در تهیه EMLA (مخلوط یوتکتیک برای بی‌حسی موضعی) به کار گرفته می‌شود.
مواد معدنی ممکن است که در ترکیب با سنگ‌های آتش فشانی تشکیل یک ترکیب یوتکتیک بدهند، که منجر می‌شود به مشخصهٔ بافت‌های درون رشد مانند آنچه در گرانوفیر رخ می‌دهد.
بعضی جوهرها ترکیبات یوتکتیکی هستند، مانند پرینترهای جوهرافشان تا در دمای پایین‌تری عمل کنند.

## نقاط بحرانی دیگر

### یوتکتوید
وقتی که محلول بالای نقطه انتقال، به جای مایع، جامد باشد (در نمودار فازی) انتقال مشابهی خواهیم داشت که یوتکتوید نامیده می‌شود.
مثلاً در سیستم آهن-کربن، فاز آستنیت می‌تواند به وسیله یک انتقال یوتکتوید، هیدروکسید آهن و چدن (کربور آهن) تولید کند؛ که ساختار لایه لایه‌ای مثل پرلیت و بینیت خواهند داشت:
این نقطه یوتکتوید در دمای ۷۲۷ درجه سلسیوس (۱۳۴۰٫۶ °F) و در ترکیب درصد ۰٫۸۳٪ کربن اتفاق می‌افتد؛ آلیاژهای نزدیک به این ترکیب درصد، فولاد با کربن زیاد (high-carbon steel) و آن‌هایی که کربن کمتری دارند فولاد نرم (mild steel) نامیده می‌شوند. فرایند مشابهی هم در تشکیل شیشه در این سیستم وجود دارد که استحاله مارتنزیتی نامیده می‌شود.

### پریتکتیک

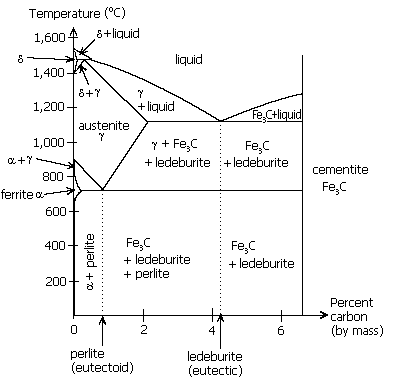
نمودار فازی آهن - کربن، که انتقال یوتکتوید را بین آستنیت (Y) و آلیاژ آهن کربن نمایش می‌دهد

انتقال پریتکتیک هم شبیه واکنش یوتکتیک است. در این حالت، یک فاز مایع و جامد در نسبت‌های ثابت و در یک دمای ثابت با هم واکنش می‌دهند و نتیجه آن رسیدن به یک فاز جامد است. تشکیل جامد در فضای بین واکنش دهنده‌ها، می‌تواند مانعی در برابر نفوذ آن‌ها شده و باعث کم شدن سرعت یک چنین واکنشی نسبت به انتقال یوتکتیک یا یوتکتوید شود، به همین دلیل وقتی یک ترکیب پریتکتیک جامد می‌شود، ساختار لایه لایه‌ای مشابه آنچه در فریز کردن یوتکتیک اتفاق می‌افتد را مشاهده نمی‌کنید.
چنین اتفاقی در سیستم آهن-کربن وجود دارد، همان‌طور که در گوشه بالا- چپ نمودار مشاهده می‌کنید. این مثل یک یوتکتیک وارونه‌است، که فاز δ با مایع ترکیب می‌شود تا آستنیت خالص در دمای ۱۴۹۵ °C و ۰٫۱۷ درصد جرمی کربن تولید می‌شود.

### انواع
آلیاژ‌ها
آلیاژهای یوتکتیک دو یا چند ماده دارند و دارای ترکیب یوتکتیک هستند. هنگامی که یک آلیاژ غیر یوتکتیک جامد می‌شود، اجزای آن در دماهای مختلف جامد می‌شوند و محدوده ذوب پلاستیک را نشان می‌دهند. برعکس هنگامی که یک آلیاژ یوتکتیک به خوبی مخلوط شده ذوب می‌شود، این کار را در یک دمای واحدو تند ذوب می‌کند. تبدیل فازهای مختلفی که در طول انجماد یک ترکیب آلیاژی خاص رخ می‌دهد را می‌توان با کشیدن یک خط عمودی از فازمایع به فاز جامد در نمودار فاز آن آلیاژ درک کرد.
برخی از کاربردهای آلیاژ یوتکتیک عبارتند از: 
برای حفاظت الکتریکی موتورهای سه فاز، برای پمپ‌ها، فن‌ها، نوار نقاله‌ها  سایر تجهیزات فرایند کارخانه. به طور خلاصه به کاربرد این مواد در جوشکاری، مهندسی سطح و ساخت مواد افزودنی برای اولین بار می‌توان اشاره کرد.